# Berliet GLA
Le Berliet GLA est un camion à cabine avancée présenté par Berliet en octobre 1949 lors du Salon de l'Automobile de Paris. Il restera au catalogue du constructeur jusqu'en 1960.

## Histoire
Marius Berliet, fondateur de la société avait désigné son fils Paul pour lui succéder. La région lyonnaise est libérée le 1er septembre 1944 et dès le 8 septembre, Paul Berliet est emprisonné, accusé de collaboration avec les nazis et les usines sont mises sous séquestre. Paul Berliet est libéré en 1948 et les usines sont restituées en novembre 1949 mais Marius Berliet décède peu avant. 
Durant cette période, l'État français a nommé un administrateur provisoire, Marcel Mosnier. La période est difficile car les matières premières sont rares et l'outil industriel obsolète. En 1944, la production automobile française doit respecter les consignes du plan quinquennal établi par Paul-Marie Pons sous le premier gouvernement du général de Gaulle. Les usines Berliet doivent fabriquer deux types de véhicules : un camion de 5 à 7 tonnes de charge utile, la gamme VDC puis GDC, GDR et GLR et un de 10 à 15 tonnes, les GDM & GPM.
Après les derniers bombardements de 1944, l'usine de Vénissieux est sérieusement endommagée et le travail y est très difficile. La production reprend très lentement mais n'évolue pas par rapport aux modèles d'avant guerre pire, la qualité est en baisse. Cette situation perdurera jusqu'en 1950.
À l'époque, les camions ne servaient pas à faire de longs trajets mais uniquement pour transporter les marchandises depuis la gare. C'est le train qui assurait les grandes distances. La demande portait quasi uniquement sur des petits porteurs bâchés. Les autres camions étaient surtout destinés aux chantiers. Les petits Renault de 2,5 tonnes et Citroën 23 et 45 avaient le quasi-monopole dans ce segment de marché. Pour occuper ses ouvriers, Paul Berliet, à peine libéré, lance l'étude d'un nouveau modèle, le GLA, un petit camion de 7,75 tonnes de PTC.
Le GLA est présenté en avant première au Salon de l'Automobile de Paris en octobre 1949 et commercialisé à l'été 1950. 

## Le Berliet GLA - du neuf avec du vieux
Le camion léger GLA de 7,75 tonnes de PTC a été homologué par le service de Mines en 1950. Il dispose d'une cabine avancée, chose très rare chez Berliet, de conception on ne peut plus traditionnelle, une structure en bois habillée de tôle dont l'esthétique reprend celle de l'ancien camion VDCK de 1938 ! Les portes ont conservé leur ouverture à contre sens, dite suicide.
Le moteur 4 cylindres MDJ (110x130 mm) de 4,942 cm3 est nouveau mais résulte de l'extrapolation de l'ancien moteur MDF (110x150 mm). La boîte est également nouvelle mais l'essieu avant et le pont sont ceux du VDC. La conception du nouveau modèle a été réalisée de manière ultra rapide, en moins de deux ans. C'est bien faute de moyens qu'il a fallu réutiliser de vieux organes datant de 15 ans et plus, trop souvent obsolètes, comme ce sera encore de règle jusqu'en 1960. Un des rares points positifs du camion restera sa vitesse maximale de 70/75 km/h. La publicité le décrira comme "le camion rapide" même si une version dédiée aux services incendie pouvait atteindre (selon certains) 90 km/h.
Au-delà d'une clientèle essentiellement composée d'artisans et de petits commerçants, faute d'autres choix, ce modèle équipera aussi les services municipaux français : véhicules de lutte contre l'incendie, de voirie et sanitaires. En dix ans, près de 12 000 exemplaires seront fabriqués  . 

## Le Berliet GLB
Pour combler l'énorme vide existant entre le GLA et le GLR de 13,5 de PTC, en 1951, Berliet présente une variante du GLA, le GLB 5, reconnaissable seulement à ses roues type artillerie alors que le GLA avait des jantes en tôle. Il est doté d'un moteur diesel 4 cylindres de 75, rapidement porté à 80 ch, avec une boîte de vitesses à 4 rapports. 
Le GLB reprend tous les éléments du GLA sauf le pont et le châssis qui sont directement dérivés du PCK. Le système de freinage abandonne (enfin) la solution hydraulique pour le pneumatique. Le PTC du GLB est porté à 9,8 tonnes et sa vitesse diminue notablement à 61 km/h. Un réel recul par rapport au GLA.
Le constructeur apportera quelques adaptations mineures à ces deux modèles civils en 1956 ce qui portera le PTC du GLA à 9,3 tonnes et celui du GLB à 11,0 tonnes. La puissance des moteurs diesel passe de 80 à 85 Ch. Pour satisfaire une petite demande de la clientèle, notamment les pompiers, un moteur essence dérivé du moteur diesel est proposé avec une puissance de 90 Ch.

## Les autres versions du GLB
Au salon de l'automobile 1952, Berliet présente une version tracteur de semi-remorque du GLB baptisée TLB. Le PTRC maximum autorisé est alors de 17,5 tonnes.
En 1953, Berliet lance la version 4x4 pour les services incendie. Ce modèle restera au catalogue jusqu'en 1961, un an après l'arrêt de fabrication de la gamme GLA/GLB. Rares ont été les camions GLB 4x4 vendus car ils devaient affronter la concurrence des surplus militaires américains, Dodge et GMC, très fiables et bien moins chers.